# Огой
Ого́й (от бур. Уһагүй — «безводный») — самый крупный остров в проливе Малое Море озера Байкал.
Имеет сильно вытянутую форму, длина — 2,9 км, ширина — до 0,6 км. Населения нет. Расположен между мысом Шара-Шулун на западном побережье острова Ольхон и Курминским заливом на западном берегу озера Байкал.

## Природа
Растительность острова скудная, в основном представлена травами и низкорослыми кустарниками. В наиболее широкой части произрастают отдельные лиственницы. Животный мир — суслики, пищухи, змеи. Гнездятся жаворонок и серебристая чайка.

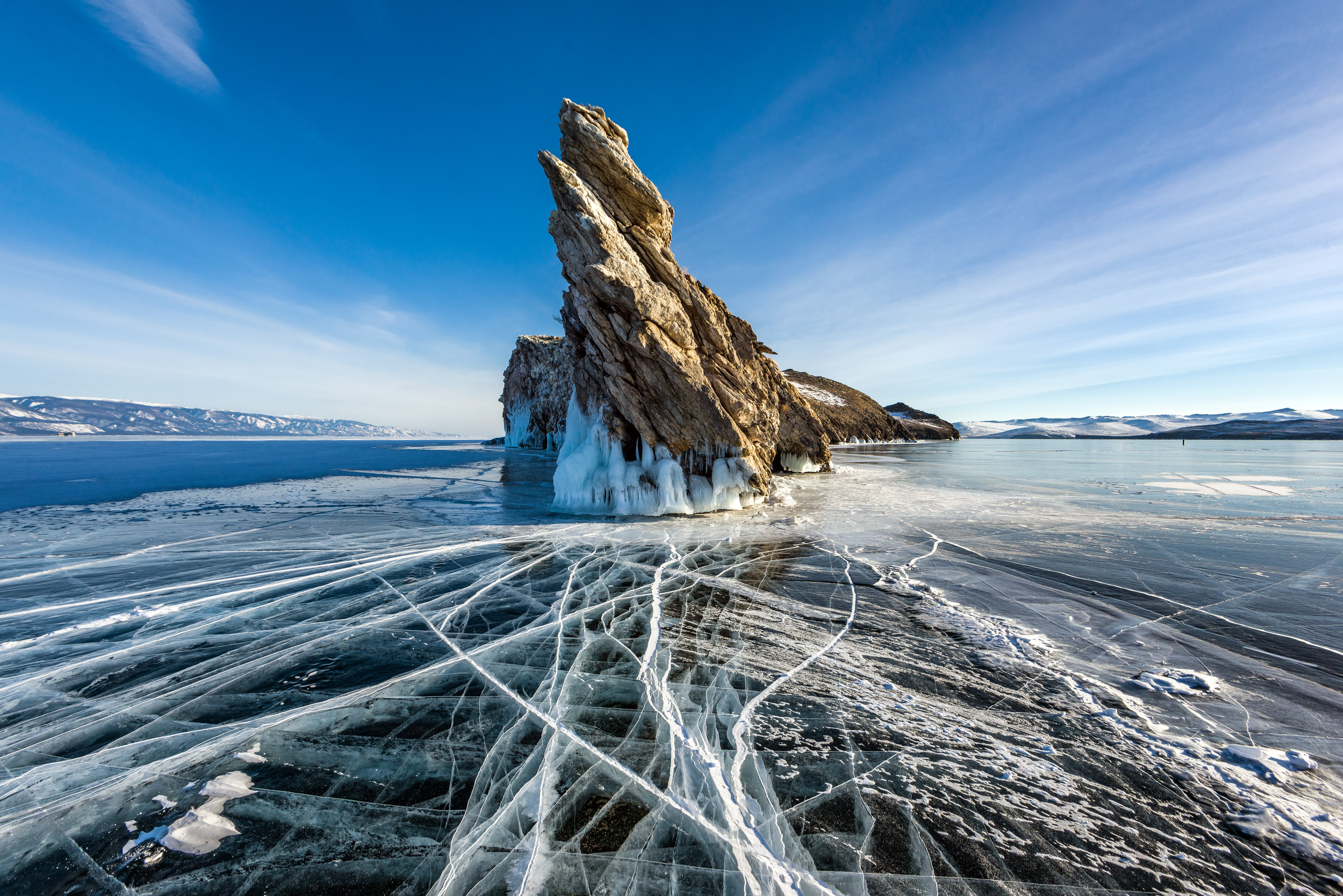
Мыс Дракон на острове Огой зимой
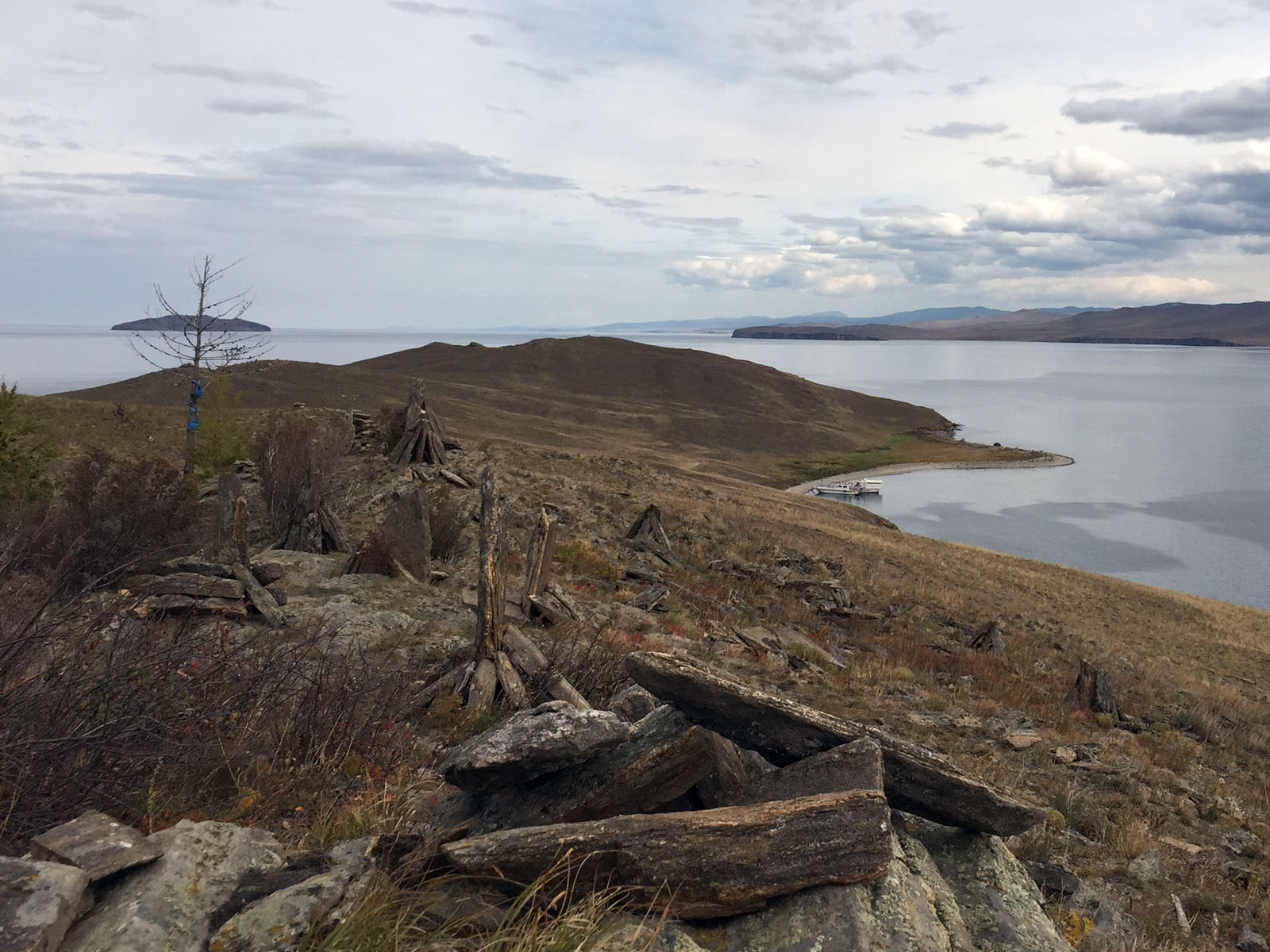
Вид на северную часть
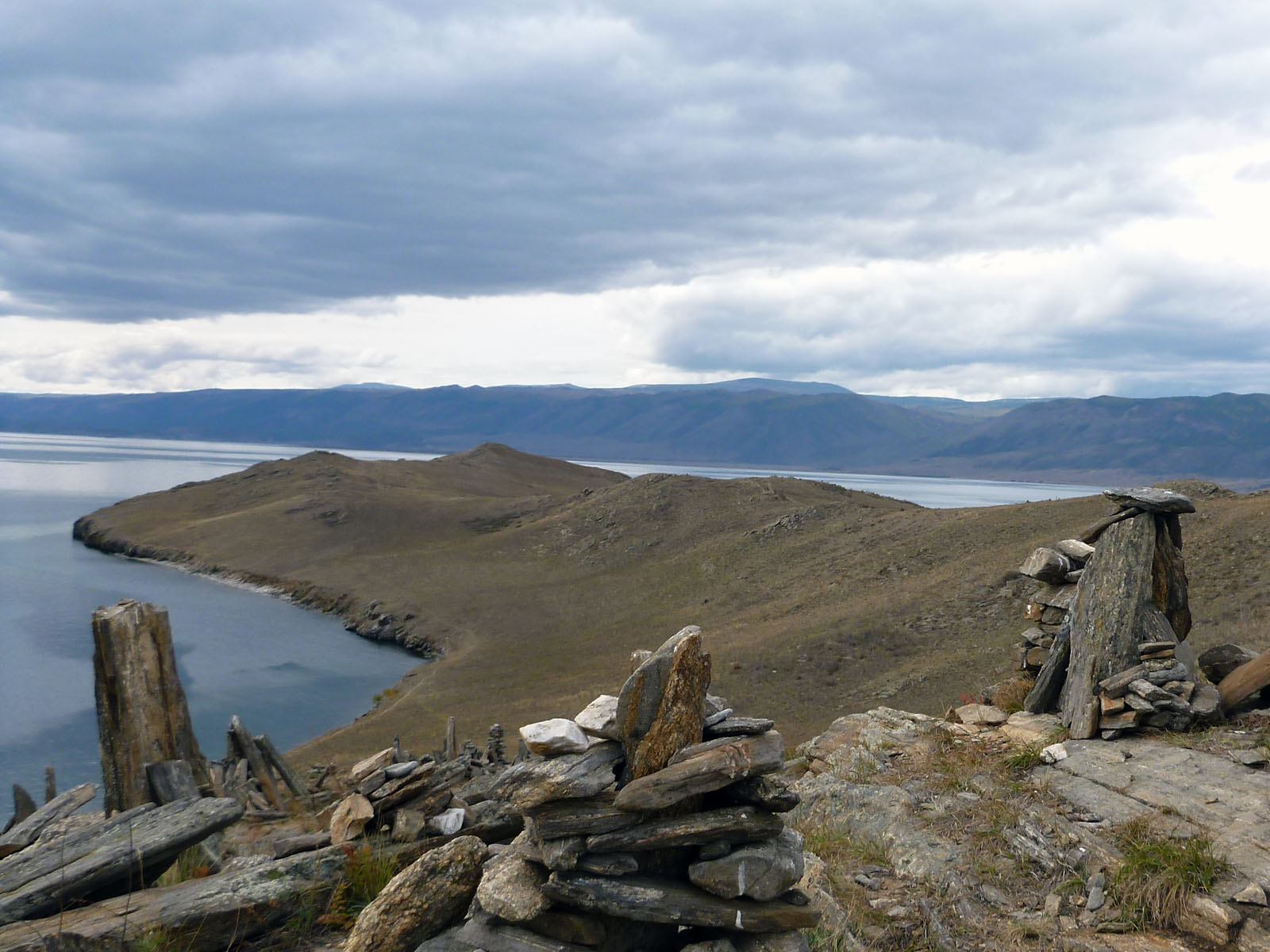
Южная часть
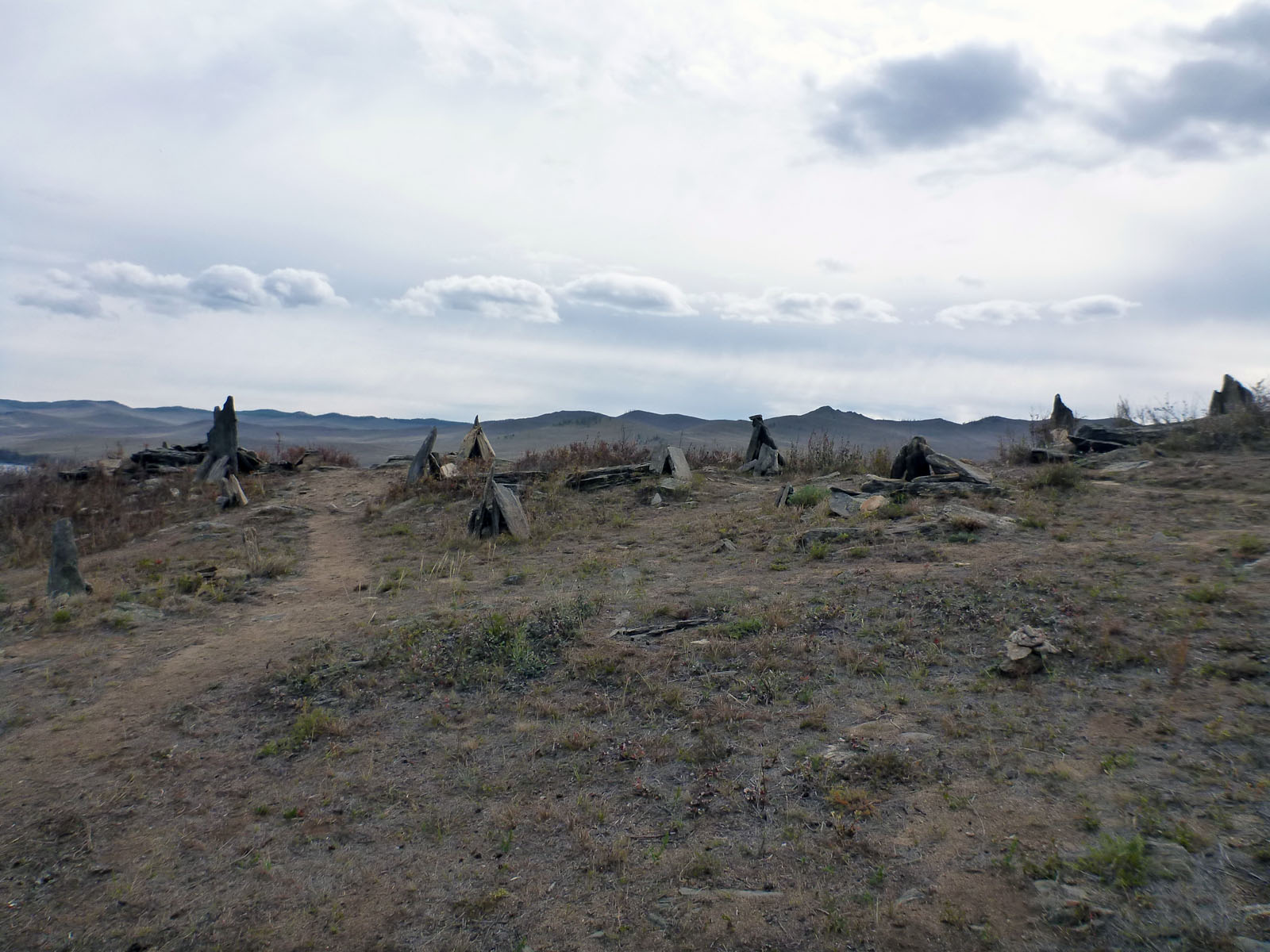
Ландшафт

## Достопримечательности и туризм

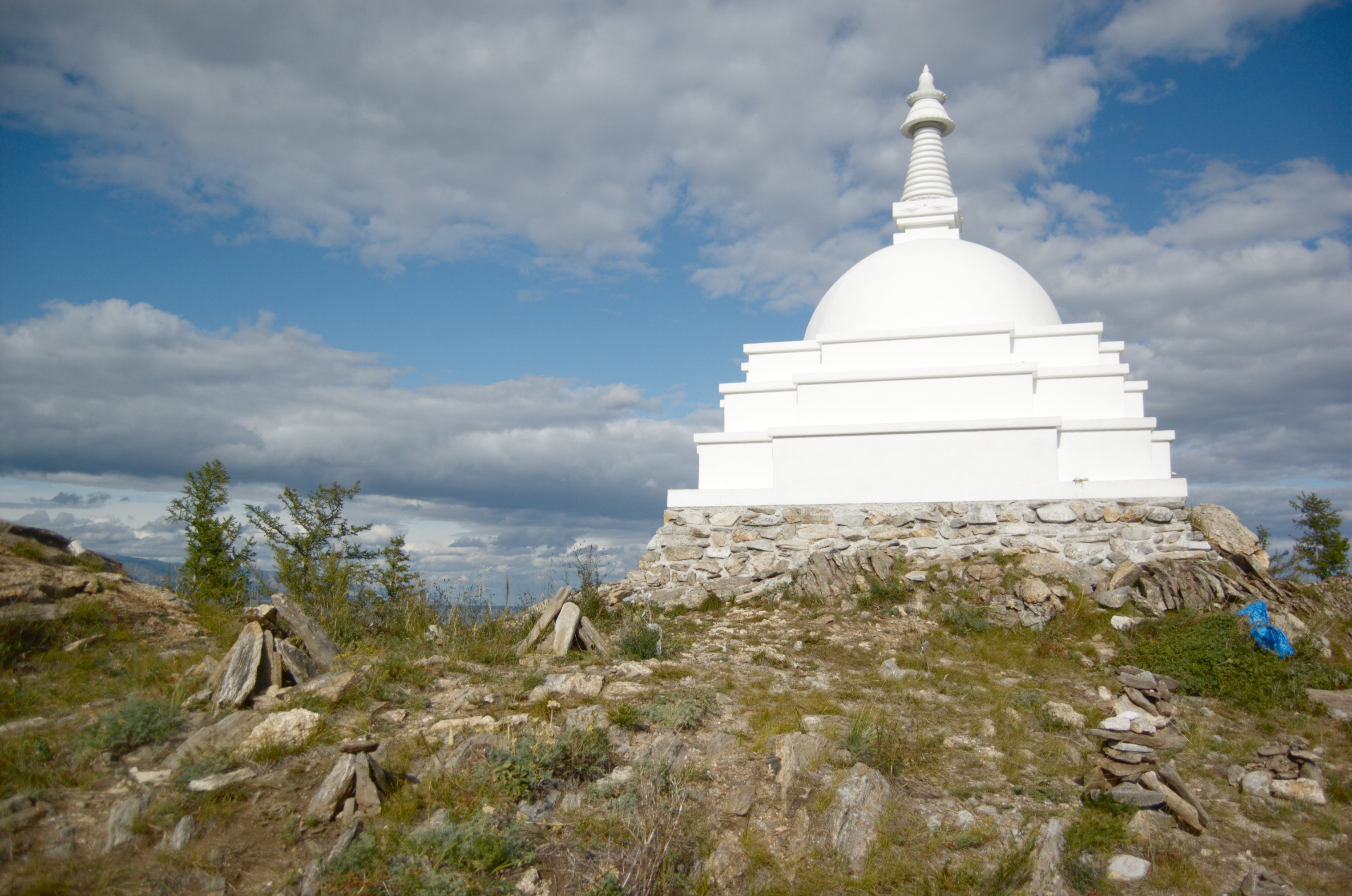
Буддийская ступа просветления

В 2005 году в самой высокой точке острова по инициативе московского буддийского центра была возведена буддийская Ступа Просветления, посвящённая дакине Трома Нагмо.
Строительство ступы существенно увеличило поток туристов на остров. В летнее время организуются экскурсии на катерах, в зимнее — на автомобильном транспорте по льду озера.
По мнению представителей Сибирского института физиологии и биохимии растений (СИФИБР) СО РАН, увеличение туристического потока станет губительным для растительного и животного мира острова.